# کاراگایلی (شهرستان بلورتسکی، باشقیرستان)
کاراگایلی (انگلیسی: Karagayly, Beloretsky District, Republic of Bashkortostan) یک شهرک در شهرستان بلورتسکی باشقیرستان کشور روسیه است.